# 文楽 冥途の飛脚
『文楽 冥途の飛脚』（ぶんらく めいどのひきゃく 原題：THE LOVERS' EXILE）は、1979年（昭和54年）に製作された、文楽の記録映画。

## 解説
本作は近松門左衛門作の人形浄瑠璃『冥途の飛脚』に拠って制作されている。日本の伝統文化に深い関心を寄せ、人形浄瑠璃・文楽に魅了されたカナダ出身の映画作家マーティ・グロスが文楽の演者たちの協力を得て、日本映画を代表するスタッフと共に近松門左衛門の世界、そして人形浄瑠璃・文楽の魅力に正面から迫った作品である。
『冥途の飛脚』は実話をもとにして創作された上中下三巻の世話物で、正徳元年（1711年）の7月以前に大坂竹本座で初演された。その後半世紀以上経って、『摂州合邦辻』や『桂川連理柵』などの作品で知られる菅専助・若竹笛躬による改作の『けいせい恋飛脚』が上演され、さらにそこから歌舞伎の『恋飛脚大和往来』が生みだされた。下巻の「新口村」は親子の情愛を描いて特に人気が高いが、この「新口村」だけは現在も改作の『けいせい恋飛脚』によって上演されている。近松の原作では雨の中、梅川と忠兵衞が追手に捕えられて終るが、改作では捕まる場面は直接には描かれず、現行の文楽は雪の降り積もる中、忠兵衛たちを見送る実父孫右衛門の愛情と悲しみを強調した幕切れとなっている。
この映画は上中二巻を近松門左衛門の原作『冥途の飛脚』に、下巻を『けいせい恋飛脚』に拠って制作されている。この映画に用いられた各段は実際に舞台に於いて上演した場合、三段あわせて三時間を優に超える人形浄瑠璃だが、映画では、物語を重視しながらいくつかの場面をカットし、編集で約一時間半にまとめている。しかし主だった出演者全てが、当時もしくは後に人間国宝（重要無形文化財保持者）に認定されており、竹本越路大夫や吉田玉男（初代）、桐竹勘十郎（二世）ら昭和を代表する文楽の名人たちの技芸を映画としてフィルムに残した本作は、貴重な文化的遺産といえる。
撮影は1979年（昭和54年）の夏、京都・太秦の大映映画京都撮影所に精緻な舞台セットを作り上げ、三週間にわたり行われた。その後編集作業はトロントのスタジオで行われ、音に関する監修者として日本を代表する作曲家、武満徹も作業に加わった。1980年（昭和55年）7月、大阪・朝日座に於いて初代吉田玉男も舞台挨拶に立って完成披露試写会が行われた。
海外での上映・放映が決定していたので、本映画は1980年（昭和55年）にアメリカ、カナダ、フランス、イタリアなどで公開されたオリジナル版には、ドナルド・リチーと監督自身の監修によって英語字幕が付けられていた。またその後、海外で発売されたDVDには冒頭にジャン＝ルイ・バローによる作品紹介のイントロダクションが付けられた。しかし日本に於いては、30年以上も劇場公開が行われないままであった。
2010年（平成22年）にオリジナルのフィルムからデジタル・リマスター版が制作され、2011年（平成23年）3月、実に30年以上の時を経て日本国内で初めて劇場公開された。デジタル・リマスター版では、床本をもとにして日本語原文字幕が新たに付けられている。

## 出演者
「淡路町の段」
- 太夫：竹本織大夫（五世 のち竹本源大夫（九世））
- 三味線：鶴澤燕三（五世）

「封印切の段」
- 太夫：竹本越路大夫（四世）
- 三味線：鶴澤清治

「新口村の段」
- 太夫：竹本文字大夫（九世 のち竹本住大夫（七世））
- 三味線：野澤錦糸（四世）

- 人形
  - 忠兵衛：吉田玉男（初代）
  - 梅川：吉田簑助（三世）
  - 八右衛門／孫右衛門：桐竹勘十郎（二世）
  - 妙閑：吉田文雀

## スタッフ
- 製作・監督・編集：マーティ・グロス
- 日本側製作：安武龍
- 撮影：岡崎宏三、小林秀昭
- 音響・音楽監修：武満徹
- 録音：西崎英雄
- 演出通訳：エイデルマン敏子